# Fernando Ortiz Fernández
Fernando Ortiz Fernández (l'Havana, Cuba, 16 de juliol de 1881 - íb., 10 d'abril de 1969) va ser un etnòleg, antropòleg, jurista, arqueòleg i periodista cubà. Estudiós de les arrels històricoculturals afrocubanes. Criminòleg, lingüista, musicòleg, folklorista, economista, historiador i geògraf. Va realitzar notables aportacions relacionades amb les arrels de la cultura cubana.
Per la seva labor investigadora, així com per l'amplitud i profunditat dels seus temes d'estudi és conegut com el tercer descobridor de Cuba, després de Cristòfor Colom i Alexander von Humboldt. Va investigar especialment la presència africana en la cultura cubana. Amb el concepte de transculturació va realitzar una important aportació a l'antropologia cultural. Va indagar i va aprofundir en els processos de transculturació i formació històrica de la nacionalitat cubana i va insistir en el descobriment del que és cubà.

## Formació acadèmica
Abans dels dos anys és traslladat a Menorca sota la tutela dels seus ascendents materns; allí cursa els seus estudis primaris i secundaris, graduant-se de batxiller el 1895. Aquest any es trasllada a l'Havana on comença la carrera de Dret a la Universitat de l'Havana; tres anys més tard (1898) torna novament cap a Espanya, aquesta vegada a Barcelona, on finalitza la carrera i obté la llicenciatura en Dret a la Universitat de Barcelona. El 1901 obté el títol de doctor en Dret a Madrid. Posteriorment, durant la seva estada a Itàlia va ampliar els seus estudis en Criminologia.
Amb 20 anys torna a Cuba, d'on partirà novament a Europa com a diplomàtic de Cuba exercint el càrrec de cònsol a la Corunya, Gènova i Marsella. Després, treballa per un breu període com a Secretari de l'Ambaixada de Cuba a París tornant posteriorment a l'Havana. El 1906, passa a exercir com a advocat fiscal de l'audiència de l'Havana on exerceix durant 3 anys, fins que el 1909 obté la plaça de Professor en la Facultat de Dret de la Universitat de l'Havana, on va impartir per espai de nou anys les assignatures de Dret Constitucional i Economia Política.
Va figurar en el Grup Minorista, de gran repercussió en la cultura i la política cubanes de la dècada del trenta (1930-1940), i es va relacionar amb intel·lectuals i artistes de renom, com Juan Ramón Jiménez, Federico García Lorca, Nicolás Guillén, Wifredo Lam, Alejo Carpentier, Rita Montaner, María Zambrano i Fernando de los Rios. A la Universitat de l'Havana va impartir seminaris d'estiu que van constituir una fita en el procés de coneixement de la identitat cubana. D'aquests seminaris, van sorgir figures tan rellevants en els estudis etnomusicals i etnogràfics com Argeliers León, María Teresa Linares i Isaac Barreal.
Entre 1931 i 1933 va residir a Washington, on va dur a terme diverses activitats de denúncia contra el règim dictatorial que Gerardo Machado havia imposat a Cuba. Durant aquest període va participar en la sessió anual de la American History Association, i va denunciar els diversos factors econòmics i polítics a través dels quals aquest país havia incidit negativament en el desenvolupament històric de la més gran de les Antilles.

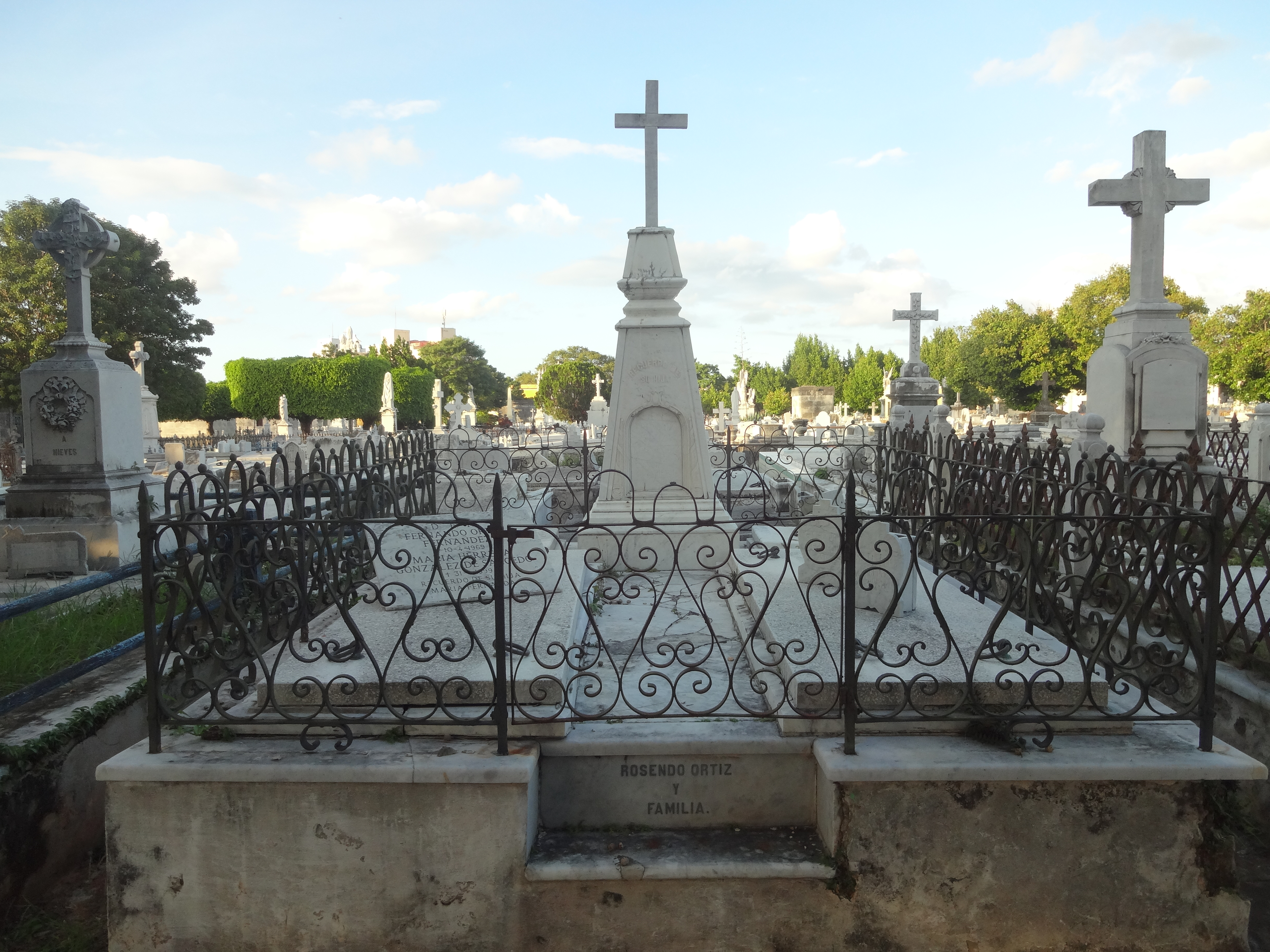
Panteó en el Cementiri de Colón de l'Havana, on descansen les seves restes mortals.

Fernando Ortiz es va dedicar infatigablement al descobriment del que és cubà i al rescat i revaloració de la presència africana en la cultura cubana. Va indagar i va aprofundir en els processos de transculturació i formació històrica de la nacionalitat cubana. Les seves indagacions sobre la cultura afrocubana i la tradició insular són les més importants realitzades en aquest camp, i els seus assajos sobre la presència d'Àfrica a Cuba són clàssics del gènere.
El 1940, en la seva obra fundacional, Contrapunteo cubano del tabaco y el azúcar, introdueix el concepte transculturació, considerat per Bronislaw Malinowski com una de les seves majors aportacions a l'antropologia cultural.

## Col·laboració amb institucions i publicacions
Fernando Ortiz va crear i/o va dirigir diverses institucions cubanes d'importància als llarg de la seva vida. El 1907 passa a ser membre de la Societat Econòmica d'Amics del País, de la qual va resultar electe com a president el 1923 i va rebre la condició de Soci de Mèrit el 1931. El 1924 va fundar, juntament amb José María Chacón y Calvo, la Societat del Folklore Cubà i el 1928 va intervenir de forma definitiva en l'adopció de l'acord que va constituir el Instituto Panamericano de Geografia. Va ser membre i després president de l'Acadèmia de la Història de Cuba. Igualment, va fundar i va dirigir la Institución Hispanoamericana de Cultura (1936), la Sociedad de Estudios Afrocubanos (1937) i l'Instituto Cubno Soviético (1945).
Paral·lelament, va ser fundador, editor i col·laborador d'un gran nombre de revistes científiques. Va reprendre la publicació de la Revista Bimestre Cubana a partir de 1910, sent-ne el director fins a 1959, any de la fi de la Revolució cubana. Va ser editor de la Revista de administración teórica y pràctica del Estado, la província y el municipio (1912) i del Boletín de Legislación (1929). Va fundar, el 1924, la revista Archivos del Folklore Cubano, la qual va dirigir per espai de cinc anys. Entre 1930 i 1931 va dirigir la Revista Surco i entre els anys 1936 i 1947 la Revista Ultra, participant en la creació d'ambdues revistes. Va publicar articles en diverses revistes d'importància, de les quals es poden citar: The Hispanic American Historical Review (Carolina del Nord, Estats Units), Revista Científica Internacional, Revista de Administración, Revista de Arqueologia y Etnología i Revista de la Habana.
A més, va col·laborar activament en diversos òrgans de premsa, tant a Cuba com a l'estranger, de les quals es poden destacar: Arxivos Venezolanss de Folklore, Bohemia, Casa de las Américas, Cuba Contemporánea, El Cubano Libre, El Diluvio (de Barcelona), Derecho y Sociologia, el Diario de la Marina, Diario Español, El Fígaro, Heraldo de Cuba, Ilustración Cubana, La Gaceta de Cuba, La Nova Catalunya.

## Reconeixements
Va rebre, el 1928, la medalla de soci de mèrit de la Societat Econòmica de Madrid. A més, va ser mereixedor dels títols Doctor Honoris causa en Humanitats per la Universitat de Colúmbia, en Etnografia per la Universitat de Cuzco i en Dret per la Universitat de Santa Clara.

## Obres principal
- La inmigración desde el punto de vista criminológico. En: Derecho y Sociología. Año 1. No 5. La Habana, Mayo de 1906, pp. 54–64
- Los negros brujos (apuntes para un estudio de etnología criminal). Librería de Fernando Fe, Madrid, 1906.
- Los mambises italianos. Imprenta Cuba y América, La Habana, 1909.
- Las rebeliones de los afrocubanos. s/e, La Habana, 1910.
- Seamos hoy como fueron ayer. Imprenta La Universal, La Habana, 1914.
- Los cabildos afrocubanos. Imprenta La Universal, La Habana, 1921.
- Glosario de afronegrismos. Imprenta El Siglo XX, La Habana, 1924.
- Las relaciones económicas entre Cuba y los Estados Unidos. Imprenta La Universal, La Habana, 1927.
- José Antonio Saco y sus ideas cubanas. El Universo, La Habana, 1929.
- El cocorícamo y otros conceptos teoplásmicos del folklore afrocubano. Cultural, La Habana, 1930.
- De la música afrocubana; un estímulo para su estudio. Cultural, La Habana, 1934.
- Contrapunteo cubano del tabaco y el azúcar. Jesús Montero, La Habana, 1940.
- Martí y las razas. Imprenta Molina, La Habana, 1942.
- Las cuatro culturas indias de Cuba. Arellano, La Habana, 1943.
- La hija cubana del iluminismo. Molina, La Habana, 1943.
- El engaño de las razas. Editorial Páginas, La Habana, 1946
- La africana de la música folklórica de Cuba. Ministerio de Educación. Dirección de Cultura, La Habana, 1950
- Paz y Luz. Imprenta p. Fernández, La Habana, 1950
- Los bailes y el teatro de los negros en el folclor de Cuba. La Habana, Dirección de Cultura, 1951
- Los instrumentos de la música afrocubana. 5 Vols. Ministerio de Educación. Dirección de Cultura, La Habana, 1952-1955
- Los primeros técnicos azucareros de América. Imprenta Universitaria, La Habana, 1955
- Ni racismo ni xenofobia. En: Revista Bimestre Cubana. Vol. 70. La Habana, 1955, pp. 60–72
- La sinrazón de los racismos. En: Revista Bimestre Cubana. Vol. 70. La Habana, 1955, pp. 161–183
- La secta conga de los “matiabos” de Cuba. Universidad Nacional Autónoma de México, México D.F., 1956
- El primer ingenio azucarero que hubo en América. Úcar García, La Habana, 1957
- Historia de una pelea cubana contra los demonios. Universidad Central de Las Villas. Departamento de Relaciones Culturales, La Habana, 1959
- Los Negros Curros. Editorial Ciencias Sociales. 1975
- Introducción bibliográfica al libro: Ensayo político sobre la Isla de Cuba, de Alejandro de Humboldt. Museo Histórico de las Ciencias Médicas “Carlos J. Finlay”. Serie Histórica. No 7. La Habana, 1969